# Kaskinampo
Kaskinampo.- /Značenje nepoznato -možda je došlo kroz Koasati  -nampo, u značenju 'mnogo' (Swanton)./ Pleme Muskhogean Indijanaca čija je najpoznatija povijesna domovina bili južni predjeli današnjeg Pine Islanda na rijeci Tennessee. De Soto nalazi ove Indijance u Arkansasu 1541., u provinciji koja se naziva Casqui, Icasqui ili Casquin "province", u koju zalazi prešavši rijeku Mississippi, možda današnji okrug Phillips u Arkansasu. Ekspedicije Marquetta i Jolieta posjećuju ih 1673. -Kasnije, do 1701., oni će se nastaniti na rijeci Cumberland, pa na Pine Islandu gdje su se udružili s Koasatima, nakon čega se više ne spominju. Rana populacija iznosila je oko 1,000 (NAHDB). Prema nepubliciranom Bienvilleovom izvještaju imali su (1701.) 150 ratnika.

## Vanjske poveznice
- Kaskinampo  Arhivirana inačica izvorne stranice od 29. rujna 2007. (Wayback Machine)